# Oulad Bourima
Oulad Bourima (àrab أولاد بوريمة) és una comuna rural de la província de Guercif de la regió de L'Oriental. Segons el cens de 2014 tenia una població total de 1.486 persones.